# 島村 (滋賀県)
島村（しまむら）は滋賀県蒲生郡にあった村。現在の近江八幡市の北東端、琵琶湖の沿岸および沖島にあたる。

## 地理
- 島嶼：沖島
- 山岳：長命寺山
- 湖沼：琵琶湖、大中湖、西の湖
- 河川：長命寺川

## 歴史
- 1889年（明治22年）4月1日 - 町村制の施行により、奥島村・円山村・白王村・北津田村・中之庄村・長命寺村・沖島村の区域をもって発足。
- 1951年（昭和26年）4月1日 - 八幡町に編入。同日島村廃止。

## 交通

### 港湾
- 長命寺港
- 堀切新港

## 名所・旧跡・観光スポット・祭事・催事
- 長命寺